# Ludwigshafener SC
Der Ludwigshafener Sport-Club 1925 e. V. ist ein Sportverein aus Ludwigshafen am Rhein, der die Sportarten Fußball, Jazzdance, Zumba und Yoga umfasst. Er ist neben dem BSC Oppau und dem FSV Oggersheim der einzige zeitweise höherklassig spielende Fußballverein der Stadt Ludwigshafen, der niemals Teil des Großvereins Südwest Ludwigshafen war, und einer der wenigen alten Vereine, die seit ihrer Gründung nie mit anderen fusionierten. In den 1960er Jahren spielte die Fußballmannschaft des LSC mehrere Jahre in der Oberliga Südwest und in der Regionalliga Südwest.

## Geschichte
Der Verein wurde am 19. Oktober 1925 als Allgemeiner Sportverein Hochfeld 1925 gegründet. Seit dem 11. Mai 1957 trägt er den heutigen Namen.
Nach vier Jahren in der drittklassigen Amateurliga Vorderpfalz stiegen die Hochfelder 1951 in die 2. Liga Südwest auf. Nach dem Abstieg 1957 schafften die Rotweißen binnen zwei Jahren den Sprung in die Oberliga. Nach deren Auflösung wurde der LSC 1963 in die zweitklassige Regionalliga Südwest einsortiert.
1966 und nach dem Wiederaufstieg erneut 1968 stiegen die Ludwigshafener in die Amateurliga Südwest ab, der sie mit Ausnahme der Saison 1976/77 bis zu deren Einstellung angehörten. In die neue Amateur-Oberliga wurde der LSC 1978 nicht aufgenommen. Seitdem spielt der Verein in unteren Amateurklassen.
Die Herrenmannschaft des LSC spielte seit der Saison 2008/09 lange in der sechstklassigen Verbandsliga Südwest, in der man als Aufsteiger den 9. Tabellenplatz belegte. Erfolgreicher ist der LSC derzeit im Jugendfußball. Die C- und A-Junioren spielen in der zweitklassigen Regionalliga Südwest und damit höherklassig als die Lokalkonkurrenten Südwest Ludwigshafen (viertklassig) und FSV Oggersheim (2006 in die Drittklassigkeit aufgestiegen). Zwischenzeitlich wurde der Ludwigshafener SC vom ehemaligen Bundesligaprofi Hermann Kohlenbrenner trainiert, der in der Saison 1980/81 zehn Erstligaspiele für den Karlsruher SC absolvierte.
In der Saison 2015/16 belegte der LSC den vorletzten 15. Tabellenrang. Sportlich wäre die Mannschaft damit in die Landesliga abgestiegen. Da der SVN Zweibrücken, der während der laufenden Runde die Oberliga-Mannschaft aus dem Spielbetrieb zurückgezogen hatte, für die Spielzeit 2016/17 keine Mannschaft für die Verbandsliga gemeldet hatte, blieben die Ludwigshafener Mitglied der Verbandsliga Südwest. Zwei Jahre später stieg der Verein jedoch als Tabellenvorletzter der Verbandsliga in die siebtklassige Landesliga ab. In der darauffolgenden Saison 2018/19 wurden die Ludwigshafener auch in der Landesliga abgeschlagener Letzter und stiegen somit in die Bezirksliga Vorderpfalz ab. 2024 gelang dem Verein als Meister der Bezirksligastaffel Vorderpfalz die Rückkehr in die Landesliga Ost, aus der man jedoch bereits ein Jahr später wieder abstieg.

## Bekannte Spieler
- Nadiem Amiri, deutscher Nationalspieler, aktuell bei 1. FSV Mainz 05, vorher Bayer 04 Leverkusen, TSG 1899 Hoffenheim, SV Waldhof Mannheim, 1. FC Kaiserslautern
- Frank Haun, ehemaliger Fußballspieler u. a. bei 1. FC Kaiserslautern, FSV Mainz 05 und SV Waldhof Mannheim
- Maximilian Mehring, Fußballspieler bei Eintracht Frankfurt II, ehemals SC Freiburg und SV Darmstadt 98
- André Schürrle, ehemaliger deutscher Nationalspieler (und Weltmeister 2014) in Diensten von Borussia Dortmund, ehemals FSV Mainz 05, Bayer 04 Leverkusen, FC Chelsea London und VfL Wolfsburg
- Michael Schuhmacher, ehemaliger Fußballspieler u. a. bei 1. FC Kaiserslautern, Bayer 05 Uerdingen, SG Wattenscheid 09 und FSV Mainz 05
- Ludwig Schuster, ehemaliger Bundesligaspieler bei FC Bayern München und 1. FC Saarbrücken
- Jürgen Wingert, ehemaliger Fußballspieler u. a. bei Borussia Neunkirchen und Südwest Ludwigshafen
- Volkan Yaman, deutscher Rapper (Apache 207), spielte in seiner Jugend für den Ludwigshafener SC[1]